# کوتیرنهونته سوم
کوتیرنهونته سوم (به انگلیسی: Kutir-Nahhunte) یا کودور نان خوندی (به انگلیسی: Kudurnankhundi) یا کودور ناهونته یا کوتیر ناخونته (به انگلیسی: Kutir-Nakhkhunte) یکی از شاهان ایلام از خاندان هومبان تهره بود. او در سال ۶۹۳ پیش از میلاد و پس از برکناری هلوشو اینشوشینک، در شوش به پادشاهی رسید و پایتخت را به مدکتو منتقل کرد. در زمان این شاه آشوریان به ناحیه ی راشی در مرز ایلام حمله کردند. شاه ایلام در واکنش به این حمله پایتخت را از مدکتو به هیدلو منتقل کرد. در پی این کار آشوریان توانستند به راحتی از محاصره خارج شوند و به آشور بازگردند. به دنبال این اتفاق کوتیرنهونته سوم شاه ایلام در پیِ یک شورش برکنار و کشته شد.

## کتابشناسی
- قشقائی، حمیدرضا، گاهنمای ایلامیان، تهران، اوگان، ۱۳۹۰.
- کامرون، جرج، ایران در سپیده دم تاریخ، ترجمه ی حسن انوشه، تهران، علمی و فرهنگی، ۱۳۷۲.
- مجیدزاده، یوسف، تاریخ و تمدن ایلام، تهران، مرکز نشر دانشگاهی، ۱۳۷۰.
- هینتس، والتر، دنیای گمشده ی ایلام، ترجمه ی فیروز فیروزنیا، تهران، علمی و فرهنگی، ۱۳۷۱.
- Vallat , François. Elam: The History of Elam. Encyclopaedia Iranica , vol. VIII pp. 301-313. London/New York , 1998.